# Dan, kot vsak dan
Dan, kot vsak dan je slovenska TV igra iz leta 1985.
Govori o nerazumevanju med mladima zakoncema, Borutom in Ano. Snemali so v Ljubljani in bližnji okolici. Sodelovala je igralska skupina iz Studia Janeza Vajevca.

## Zasedba
- Janez Vajevec: Borut
- Ema Kurent: Ana
- Maks Furijan: Pepi
- Sonja Stopar: Pepijeva žena

## Ekipa
- scenarij in režija: Dušan Prebil
- fotografija: Rado Likon
- scenografija: Tomaž Marolt
- kostumografija: Zvonka Makuc

## Kritike
Lilijani Šaver (Delo) je bila igra posebna zaradi nevsiljivosti, neobremenjenosti in specifičnih izraznih sredstev. Pohvalila je komunikativno igro obeh glavnih igralcev, spontanost Sonje Stopar in dialoško dodelan scenarij. Všeč so ji bili duhovitost in nevsiljiv humor konfliktnih soočenj ter indirektna tragičnost. Na koncu je zapisala, da gre za pogumno, zanimivo in komunikativno delo kljub nepotrebni razvlečenosti posameznih scen, slabi igri naturščikov in nekaj dramaturškim nedorečenostim.